# Wyandot Ridge
Wyandot Ridge är en bergstopp i Antarktis. Den ligger i Östantarktis. Nya Zeeland gör anspråk på området. Toppen på Wyandot Ridge är 1 787 meter över havet.
Terrängen runt Wyandot Ridge är varierad. Trakten är glest befolkad. Närmaste befolkade plats är Odell Glacier Station, 14,8 kilometer väster om Wyandot Ridge.